# いーだ俊嗣
いーだ 俊嗣（いーだ としつぐ）は、日本の漫画家。旧名はすんぢ。『ファンロード』投稿時代には、NATSUMIというペンネームも使用していた。

## 作品リスト

### 漫画
連載中
- Solaneko/mutate（ソラネコミューテイト）（『こみくく』2015年 - ）つぐ名義

単行本
- リミックス・タイム （ラポート発行 全1巻 『ファンロード』連載）
- RE-MIC-S TIME MIX（リミックス・タイム・ミックス） いーだ俊嗣作品集1 （2004年4月 大都社発行、全1巻、『ファンロード』連載） ISBN 978-4886538147 ※『リミックス・タイム』の改訂版
- TRANSIT（トランジット） （1997年6月 ラポート発行、全1巻、『ファンロード』連載） ISBN 978-4897992525
  - Crossness Guy
  - ONE NIGHT FORCE TRAVEL
  - 獣鬼
  - Hot-Blooded
  - HUMANIZE Side;A「小淵沢」
  - HUMANIZE Side;B「大船戸」
- Desertification （1998年4月 ラポート発行、全1巻、『ファンロード』連載） ISBN 978-4897992846
- D-Triangle（ディー トライアングル） （1999年8月 ラポート発行、全1巻、『ファンロード』連載） ISBN 978-4897993454
- Humanize Sequel（ヒューマナイズシークエル） （2001年5月 ラポート発行、上下巻、『ファンロード』連載） ISBN 978-4897994031 ※『HUMANIZE』の続編
- WOLF'S RAIN （原作 - BONES・信本敬子、講談社発行、マガジンZKC・全2巻、『月刊マガジンZ』2003年 - 2004年連載）
- テレパシー少女「蘭」 （原作 - あさのあつこ、講談社発行、シリウスKC・全8巻、『月刊少年シリウス』連載）

単行本未収録
- 遠山塾・流転編/第6回 （『ファンロード』2005年10月号） ※この回のみのゲスト
- 我輩に名前がつくまでの話（仮題） （『ファンロード』2006年9月号） ※最後に落ちの形で正式タイトルが付く

電子書籍
- TRANSIT（トランジット） （2025年 復刊ドットコム発行）ASIN B0FJRGG8YD

### 挿絵
- 魔法少女トゥインクルA（エンジェル） 〜学園のおさわがせ天使〜 （高橋義昌・作、企画・サンライズ、1995年5月 ポプラ社刊） ISBN 978-4591046913

### 画集
- tickets （1998年11月 ラポート刊） ISBN 978-4897992976